# Rosenthaler Straße 51
Rosenthaler Straße 51 ist ein Dokumentarfilm des DEFA-Studios für Dokumentarfilme von Günter Kotte und Heiner Sylvester aus dem Jahr 1977. 

## Handlung
Ein Blick aus dem Fenster eines Altbaus zeigt die verschneite Rosenthaler Straße von der Ecke Linienstraße und Weinmeisterstraße, an der Sophienstraße und Neuen Schönhauser Straße vorbei, bis hin zum Hackeschen Markt. Viele ältere Menschen gehen in eins der oberen Stockwerke, manche müssen eine Pause machen, um dort an den Proben des Berliner Arbeiterchores teilzunehmen. Bei diesem Gebäude handelt es sich um das, zu dieser Zeit als Kreiskulturhaus des Berliner Stadtbezirks Mitte genutzte Haus.  In einem großen Raum treffen sich die männlichen und weiblichen Mitglieder des Chores zum gemeinsamen Singen. Die Mitglieder unterhalten sich miteinander, bis der ebenfalls ältere Chorleiter den Raum betritt und mit allen Teilnehmern zum Beginn der Probe den sowjetischen Marsch „Lied der Roten Flieger“ singt. Danach tritt ein weibliches Chormitglied nach vorn, um das ebenfalls sowjetische Kampflied „Partisanen vom Amur“ zu dirigieren, damit sich der Chorleiter besser um die Details des Gesangs kümmern kann, was dieser auch sofort mit neuen Anweisungen an den Chor bestätigt.
Nun zeigt die Kamera ein historisches s/w-Gruppenfoto des Chores des KJVD der  KPD aus dem Jahr 1923 und ein männliches Chormitglied erzählt, auf der Fensterbank sitzend, wie er damals den Weg zu dieser Gemeinschaft fand und dass er hier in dem Arbeiterveteranenchor einen Genossen aus der damaligen Zeit wiedertraf. Ergänzt werden seine Erzählungen durch Fotografien von KJVD-Mitgliedern u. a. als Wandergruppe und bei einer Feier sowie durch historische KPD-Wahlplakate. Anschließend wird die Chorprobe mit dem italienischen Kampflied „Die rote Garde“ der Mailänder Arbeiter aus dem Jahr 1920 fortgesetzt.
In der nächsten Pause erzählt das weibliche Chormitglied, welches vorher den Chor dirigierte, weshalb sie pferdescheu geworden ist: Als Fünfjährige ging sie 1907 mit ihrer Mutter zu einer Kundgebung nach Berlin-Alt-Treptow, auf der auch der SPD-Stadtverordnete Karl Liebknecht sprach. Nach dieser Rede bildete sich ein Demonstrationszug, der sich von der Schlesischen Straße zum Schlesischen Tor bewegte und dort plötzlich stoppte, da berittene Polizei mit blanken Säbeln gegen die Demonstranten vorging. Das Mädchen wurde von der Hand ihrer Mutter gerissen, fiel auf den Boden und über ihr kam ein Pferd auf sie zu, das einen Huf direkt neben ihren Kopf abstellte. Als sie von ihrer Mutter wiedergefunden wurde, rannten beide gemeinsam in eine Seitenstraße und weinten. Seitdem hat sie Probleme mit Pferden. Nach dieser Erzählung wird sie noch in ihrer Funktion als Kassenwartin beim Kassieren der Mitgliedsbeiträge von den Chormitgliedern gezeigt. Eine weitere Sängerin erzählt, wie sie über den KJVD zur antifaschistischen Jungen Garde kam und dort Mitglied der Agitprop-Gruppe wurde. In dieser Gruppe ging alles spontan zu, so hieß es unter anderem, dass ein Sowjet-Deutschland kommen muss und das wurde dann auch auf der Bühne gefordert. Erst eine Rede von Ernst Thälmann in Leipzig überzeugte sie, nicht mehr so spontan zu handeln, sondern vorher weitere Überlegungen anzustellen. Für den Klassenkampf wurde sie aber erst richtig während ihrer Haft geschult, weil hier mehrere erfahrene Genossen beisammen waren. 
Bevor der bereits eingangs erwähnte Sänger wieder aus seinem Leben erzählt, singt der Chor mit Klavierbegleitung das alte deutsche Volkslied „Ins Heu“ aus dem 18. Jahrhundert und einige Mitglieder nutzen die Gelegenheit zu dieser Melodie zu tanzen. Nun kommt aber wieder „Blüte“, wie der Sänger seit seiner Zeit beim KJVD genannt wird, zu Wort und er berichtet, von seiner Rückkehr in das zerstörte Berlin nach dem Zweiten Weltkrieg und von seinen vielen Funktionen im FDGB und der SED. Aufgelockert werden die hier geführten Gespräche immer wieder durch historische Fotografien. Den Abschluss des Films bildet ein Auftritt des Chores, vor einem großen Publikum, mit dem Arbeiterlied Warschawjanka.

## Produktion und Veröffentlichung
Die Dramaturgie lag in den Händen von Christiane Hein.
Die erste Aufführung des unter dem Arbeitstitel Chor Berliner Arbeiterveteranen gedrehten Schwarzweißfilms Rosenthaler Straße 51 fand am 3. Februar 1977 statt.